# 20/20 (Dilated Peoples)
20/20 è il quarto album del gruppo hip hop Dilated Peoples. Dopo l'album del 2004 Neighborhood Watch, il gruppo avrebbe potuto, con 20/20, tornare ai livelli dei primi due lavori, The Platform ed Expansion Team. Il singolo principale estratto dall'album fu Back Again ma non ebbe un particolare impatto, in parte per il rifiuto da parte di MTV di trasmettere il video a causa di una scena in cui Rakaa indossava un giubbotto antiproiettile. Il singolo appare anche nel videogioco EA Sports Fight Night Round 3.

## Tracce
1. Green Trees (feat. Dr. Greenthumb) – 0:40
2. Back Again – 4:00
3. You Can't Hide, You Can't Run – 4:17
4. Alarm Clock Music – 5:20
5. Olde English (feat. Defari) – 4:13
6. Kindness for Weakness (feat. Talib Kweli) – 4:07
7. Another Sound Mission – 3:16
8. Rapid Transit (feat. Krondon) – 6:19
9. The Eyes Have It – 4:18
10. Satellite Radio – 4:15
11. Firepower (The Tables Have to Turn) (feat. Capleton) – 5:09
12. The One and Only – 4:43
13. 20/20 – 4:42

## Singoli
"Back Again"
- Uscita: 2005
- B-side: "Rapid Transit"

"You Can't Hide, You Can't Run"
- Uscita: 2006
- B-side: "Kindness for Weakness"

## Formazione
- Rakaa - rapper
- Evidence - rapper e produttore
- Baabu - dj e produttore